# Silencio roto
Pour plus de détails, voir Fiche technique et Distribution.
Silencio roto est un film espagnol réalisé par Montxo Armendáriz, sorti en 2001.

## Synopsis
La vie d'un village espagnol de 1944 à 1948.

## Fiche technique
- Titre : Silencio roto
- Réalisation : Montxo Armendáriz
- Scénario : Montxo Armendáriz
- Musique : Pascal Gaigne
- Photographie : Guillermo Navarro
- Montage : Rosario Sáinz de Rozas
- Production : Montxo Armendáriz et Puy Oria
- Société de production : Oria Films
- Pays :  Espagne
- Genre : Aventure, drame, thriller, historique et guerre
- Durée : 110 minutes
- Dates de sortie : 
  -  Espagne : 27 avril 2001

## Distribution
- Lucía Jiménez : Lucía
- Juan Diego Botto : Manuel
- Mercedes Sampietro : Teresa
- Álvaro de Luna : Don Hilario
- María Botto : Lola
- Rubén Ochandiano : Sebas
- María Vázquez : Sole
- Pepo Oliva : Cosme
- Ramón Barea : Antonio
- Alicia Sánchez : Rosario
- Helio Pedregal : Matías
- Ander Erburù : Juan à 8 ans
- Andoni Erburu : Juan
- Asunción Balaguer : Juana
- Joan Dalmau : Genaro
- Gonzalo Baz : Tomás
- Maiken Beitia : Julia
- David Zabalza : le mari de Julia
- Quino Zubieta : Alfredo
- Patxi Erro : Paco
- Ignacio Orduña : le père d'Alfredo

## Distinctions
Le film a été nommé au prix Goya du meilleur espoir masculin pour Rubén Ochandiano.